# Ramón Grau San Martín
Ramón Grau San Martín (ur. 13 września 1882 w La Palma w prowincji Pinar del Río, zm. 28 lipca 1969 w Hawanie) – kubański lekarz i polityk.
Pochodził z bogatej rodziny posiadaczy plantacji tytoniu, lecz marzył o karierze naukowej. W 1908 został doktorem medycyny na Uniwersytecie Hawańskim. Przez wiele lat mieszkał w Europie, zdobywając naukowe doświadczenie. Powrócił w 1921 do kraju i w tym samym roku został profesorem fizjologii na uniwersytecie w Hawanie. Należał do przeciwników dyktatury Gerardo Machado, w trakcie której wspierał protesty studenckie. Ta postawa doprowadziła do tego, że w 1931 został aresztowany, a następnie zmuszony do emigracji do Stanów Zjednoczonych. Po zwycięstwie rewolucji w 1933 roku został tymczasowym prezydentem Kuby jako szef rządu postępowego. W trakcie trwających do 1934 roku rządów rozwiązał tajną policję, przyznał pełne prawa wyborcze kobietom. Usiłował także zrealizować reformę rolną i wprowadzić niezależny system monetarny
. Zawiesił spłatę długów względem Stanów Zjednoczonych. Na początku 1934 Fulgencio Batista zmusił go do rezygnacji. W tym samym roku założył Partię Autentyków (Partido Autentico). W latach 1934–38 przebywał na emigracji w Miami. W 1944 został wybrany w wyborach powszechnych na urząd prezydenta, lecz jego druga kadencja różniła się od pierwszej poziomem moralnym i radykalizmem politycznym. Od 1947 roku ograniczał wpływy komunistyczne w kraju. W 1948 roku skończyła się jego kadencja
.